# Danu (mitologia irlandese)
La dea Danu (gaelico moderno: Dana) è un'ipotetica divinità primordiale irlandese che avrebbe dato nome ai Túatha Dé Danann. In analogia con la dea indiana Danu e ad altre figure simili, si suppone che sia una dea madre delle acque.

## Idronomia
La radice danu si ritrova nel nome di molti fiumi, lungo le cui rive, si erano stanziate popolazioni celtiche, come il Danubio, il Don, il Dniepr e il Dniestr.

## Etimologia
L'antico irlandese *danu è stato ricostruito alla fine dell'Ottocento dal termine Danann (nei testi antichi Danand o Donand), considerato come caso genitivo (confronta Ériu, "Irlanda" e il genitivo Érenn. "dell'Irlanda"). Tuttavia, non esistono fonti che attestino questa teoria.
Andreas Köbler e Julius Pokorny fanno risalire la parola *danu ad una radice proto-celtico che significa "acqua di fiume". La forma danann suggerisce un antico *Danona, composto dalla radice *dan- e dal suffisso accrescitivo -on, che si ritrova in altri teonimi come Dea Matrona ("Grande Madre"), Maponos ("Grande Figlio") e Catona (dea della guerra).
Secondo un'ipotesi, la dea *Danu sarebbe da identificare con la dea Anu, mater deorum hibernensium ("madre degli dèi irlandesi") secondo il Glossario di Cormac. La tradizione associa a quest'ultima figura due colline gemelle nella Contea di Kerry nel Munster: le Dá chích nÁna (irlandese moderno: Dá chíoche hAnann), ossia i "Due seni di Anu". Il genitivo di Anu è Anann e questo rafforza l'ipotesi della forma ricostruita *Danu da Danann. 
Nel Foras Feasa ar Éirenn di Seathrún Céitinn (XVII sec.), in un passo, si legge Dá chíoche Danann, ma sembra una forma corrotta. Questo porta a sostenere la non identificazione tra le due dee. Inoltre nel Lebor Gabála Érenn Anu (nella forma Anand) viene identificata con la Mórrígan.